# Quararibea steyermarkii
Quararibea steyermarkii är en malvaväxtart som beskrevs av José Cuatrecasas. Quararibea steyermarkii ingår i släktet Quararibea och familjen malvaväxter. Inga underarter finns listade i Catalogue of Life.